# Bandera de Menorca
La bandera de Menorca, en España, es un símbolo oficial de la isla y del Consejo Insular de Menorca.
Se instauró en 1983 mediante un acuerdo plenario, que tuvo por finalidad la creación de una comisión investigadora que dictaminara como debía ser. La bandera está compuesta por dos partes bien diferenciadas: al fondo, la Señera Real; en el centro, el emblema de la antigua Universidad General, más modernamente, a la izquierda, aunque no está estipulado en el dictamen.